# Keben (Turi)
Keben is een bestuurslaag in het regentschap Lamongan van de provincie Oost-Java, Indonesië. Keben telt 1802 inwoners (volkstelling 2010).